# Cosmos (planta)
Cosmos és un gènere de plantes amb flor dins la família de les asteràcies.

## Descripció

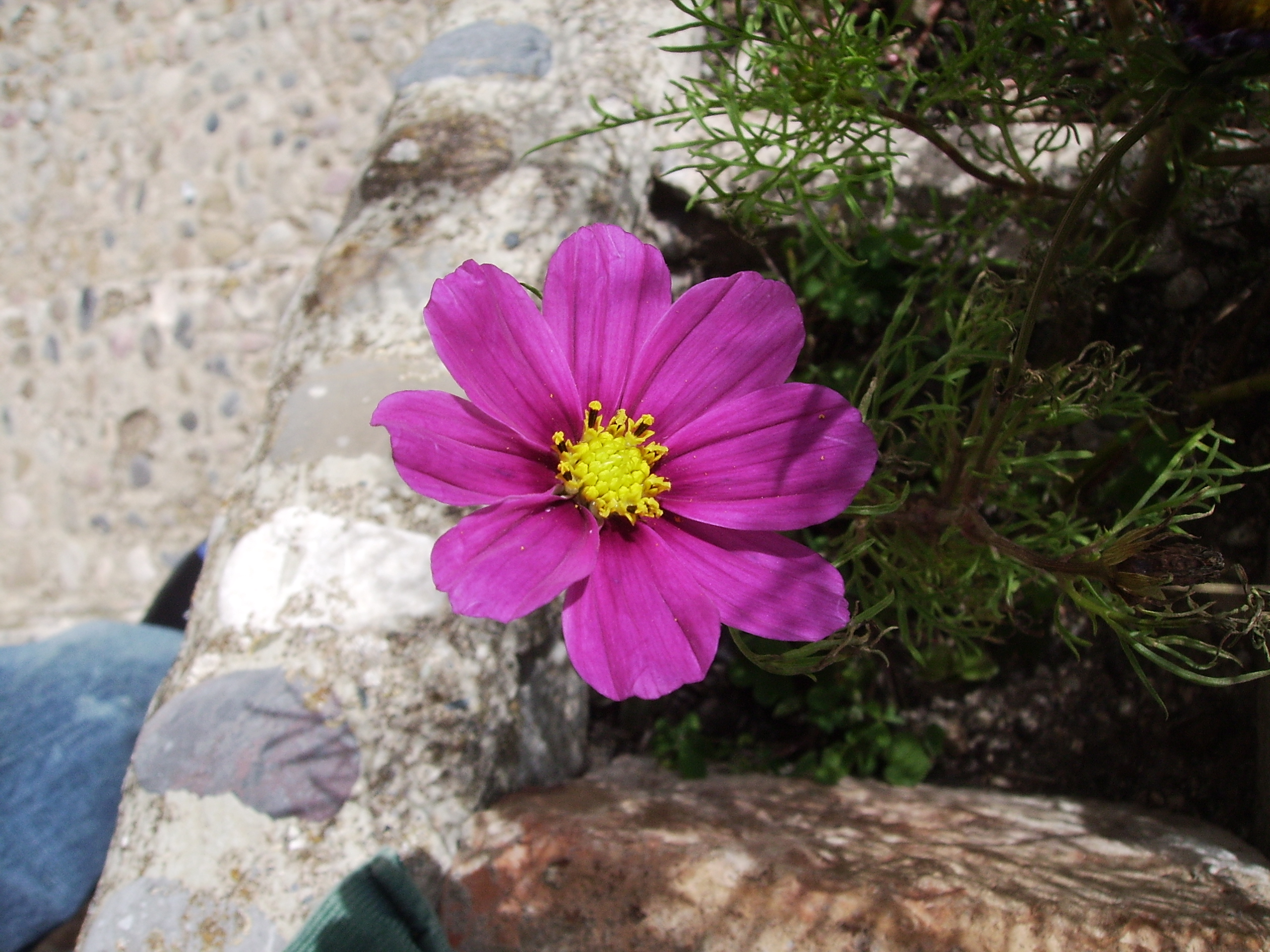
Flor de Cosmos de jardineria

Aquest gènere va ser descrit per Antoni Josep Cavanilles i Palop el 1791.
Conté trenta-cinc espècies de plantes anuals o perennes. La majoria són originàries de Mèxic (a l'estat de Jalisco se'n troben endemismes) i altres del sud dels Estats Units, Amèrica central i Amèrica del Sud fins al Paraguai, on habiten en praderies i zones d'arbusts.
Les espècies del gènere Cosmos fan com a màxim 2 metres d'altura. Les fulles i tiges tenen disposició oposada són simples pinnades o bipinnades. Les flors fan una inflorescència en capítol que pot ser de blanca, rosada, lila o d'altres colors. El mecanisme d'especiació més freqüent en aquest gènere és la poliploïdia.
L'espècie Cosmos bipinnatus, de la qual s'han obtingut diverses varietats, es l'espècie de Cosmos més freqüent en jardineria.

## Algunes espècies
- Cosmos atrosanguineus
- Cosmos bipinnatus
- Cosmos caudatus
- Cosmos diversifolius
- Cosmos herzogii
- Cosmos parviflorus
- Cosmos peucedanifolius
- Cosmos scabiosoides
- Cosmos sulphureus